# Veaceslav Sofroni
Veaceslav Sofroni (30 aprile 1984) è un allenatore di calcio ed ex calciatore moldavo, di ruolo attaccante, tecnico dello Spartanii Sportul.

## Carriera

### Giocatore

#### Club
Ha giocato 127 partite nella prima divisione moldava, 72 in quella kazaka, 9 in quella lituana e 24 in quella azera.

#### Nazionale
Tra il 2009 ed il 2010 ha totalizzato complessivamente 9 presenze e 2 reti con la nazionale moldava.